# تري ستار بيكتشرز

شعار تريستار عام 1992

تريستار للاستوديوهات (بالإنجليزية:TriStar Pictures, Inc.)، تختصر بـتري ستار (Tri-Star) وهي الشركة الفرعية لكولومبي بيكشرز، أسست عام 1982م والتي لقبت قديماً بـنوفا بيكشرز. أنتجت عددا من الأفلام منها رامبو 2 و3 ولوّبر.

## وصلات خارجية
- تري ستار بيكتشرز على موقع IMDb (الإنجليزية)
- تري ستار بيكتشرز على موقع الموسوعة البريطانية (الإنجليزية)
- تقرير عن تريستار
- TriStar Pictures at the قاعدة بيانات الأفلام على الإنترنت